# Liste d'idiotismes animaliers en français
La langue française comprend de nombreux idiotismes animaliers, c'est-à-dire des locutions faisant appel au monde animal, spécifiques à la langue française et a priori intraduisibles mot-à-mot dans une autre langue.

## Termes animaliers génériques

### Aile
- avoir des ailes : se sentir léger
- avoir du plomb dans l'aile : être en difficulté
- battre de l'aile : être en difficulté
- se brûler les ailes : échouer dans une entreprise ambitieuse (comme Icare qui s'est brûlé les ailes en volant trop près du Soleil)
- voler de ses propres ailes : être indépendant
- avoir un coup dans l'aile : être ivre[1]
- prendre sous son aile : s'occuper de, protéger (se dit d'un ancien à propos d'un jeune arrivant)
- se sentir pousser des ailes : prendre son autonomie / avoir l'impression que tout va nous réussir
- couper les ailes à quelqu'un : l'empêcher de réaliser son projet / son rêve
- parler caca dans l'aile : dire des faussetés a propos de quelqu'un ou quelque chose

### Bec
- bec-de-cane : poignée de porte dont la forme rappelle un bec, qui permet de mouvoir le pêne d'une serrure sans l'aide d'une clé
- bec-de-corbeau : pince à couper le fil de fer
- bec de corbin : Outil d'acier, étroit et crochu, servant à faire les mortaises pour placer les lames de fiches dans le bois
- bec-de-lièvre : malformation des lèvres et du palais
- bec-de-perroquet : ostéophytes vertébraux
- prise de bec : dispute
- clouer le bec : obliger quelqu'un à se taire
- claquer du bec : mourir de faim
- puer du bec : avoir mauvaise haleine[1]
- bec et ongles : avec toute l'énergie possible
- blanc-bec : homme jeune et trop sûr de lui
- tomber sur un bec : rencontrer un obstacle imprévu
- se retrouver le bec dans l'eau : ne pas obtenir ce qu'on cherche, connaître un échec
- se bécoter : se faire des petits bisous (bec ou bécot : bise)
- avoir la clope au bec : avoir une cigarette dans la bouche

### Bête
- bête à bon Dieu : coccinelle
- bête de scène : artiste particulièrement performant en public
- bête noire : chose ou personne que l'on redoute ou déteste particulièrement
- chercher la petite bête : chercher le détail qui contredira
- avoir l'air bête : avoir l'air apathique/peu intelligent
- rester l'air bête : être surpris de manière négative
- la bête à deux dos : coït, en parlant des humains[1]
- musclé comme une bête d'orage : gringalet
- reprendre du poil de la bête : se rétablir, reprendre courage
- être bête (à en manger du foin) : se dit d'une personne d'une naïveté si grande que c'en est de la bêtise.
- quelle sale bête ! : se dit d'un animal hostile, méchant, agressif.

### Croc
- avoir les crocs : être affamé
- montrer les crocs : être sur la défensive, intimider en adoptant une attitude agressive (comme un chien qui se sent menacé)
- croc : outil (ex : croc de boucher)

### Griffe
- toutes griffes dehors : avec agressivité
- rentrer ses griffes : redevenir amical
- vêtement griffé / dégriffé : vêtement de marque / soldé sans étiquette
- poser sa griffe : mettre sa marque, faire montre de possessivité envers quelque chose.

### Patte
- montrer patte blanche : donner un signe de reconnaissance pour pouvoir pénétrer dans une assemblée ou un lieu ; expression popularisée par la fable de La Fontaine, le Loup, la Chèvre et le Chevreau[1]. ("Le biquet regarda par la fente : montrez patte blanche, ou je n'ouvrirai point").
- à quatre pattes : sur les genoux et les mains
- graisser la patte : soudoyer
- la patte d'un artiste : son style ou sa technique reconnaissable
- y aller à patte : y aller à pied
- croche-patte : synonyme de croche-pied

### Plume
- voler dans les plumes : s'en prendre violemment à quelqu'un
- y laisser des plumes : subir une perte
- les belles plumes font les beaux oiseaux : on peut tromper par son apparence
- être léger comme une plume : être très léger
- se faire plumer : se faire escroquer, dépouiller de ses biens
- un emplumé : un bourgeois (péjoratif), un indigène avec des plumes dans sa coiffure (péjoratif)
- avoir une belle plume : avoir un style d'écriture agréable voire passionnant
- un plumitif : un intellectuel (péjoratif), quelqu'un travaillant dans les lettres (écrivain public, clerc de notaire, professeur d'école, etc.)

### Poils
- caresser quelqu'un dans le sens du poil : flatter quelqu'un, faire les choses de la façon qui lui plaira le mieux
- être de mauvais poil : être de mauvaise humeur
- au poil : parfait
- être à poil : être tout nu
- se mettre à poil : se déshabiller complètement
- prendre quelqu'un à rebrousse-poil : irriter quelqu'un par maladresse
- reprendre du poil de la bête : se rétablir, reprendre courage
- avoir un poil dans la main : être très paresseux
- se poiler : rire sans retenue
- une poilade : une crise de rire
- c'est poilant : c'est super-marrant

### Queue
- à la queue leu leu : en file indienne (leu désigne le loup en ancien français), comme les loups qui se déplacent ainsi, l'un derrière l'autre.
- faire une queue de poisson : après un dépassement, se rabattre brusquement
- finir en queue de poisson : en référence à l'art poétique d'Horace « Desinit in piscem mulier formosa superne », se terminer brutalement, de manière décevante, en laissant le lecteur ou l'auditeur sur sa faim (voir queue, sirène)
- partir la queue entre les jambes : partir penaud ou couard
- n'avoir ni queue ni tête : être désorganisé, en parlant d'un récit
- se mordre la queue : tourner en rond, entrer dans un cycle sans fin (notamment quand on dit "c'est le serpent qui se mord la queue")
- tirer le diable par la queue : avoir du mal à trouver de quoi vivre

### Venin
- cracher son venin : dire des méchancetés
- dans la queue, le venin : traduction du latin in cauda venenum, une méchanceté venant à la fin d'un texte ou d'un discours ; devise du 1er régiment de chasseurs parachutistes 4e compagnie
- morte la bête, mort le venin : un ennemi éliminé ne peut plus nuire

## Espèces animales

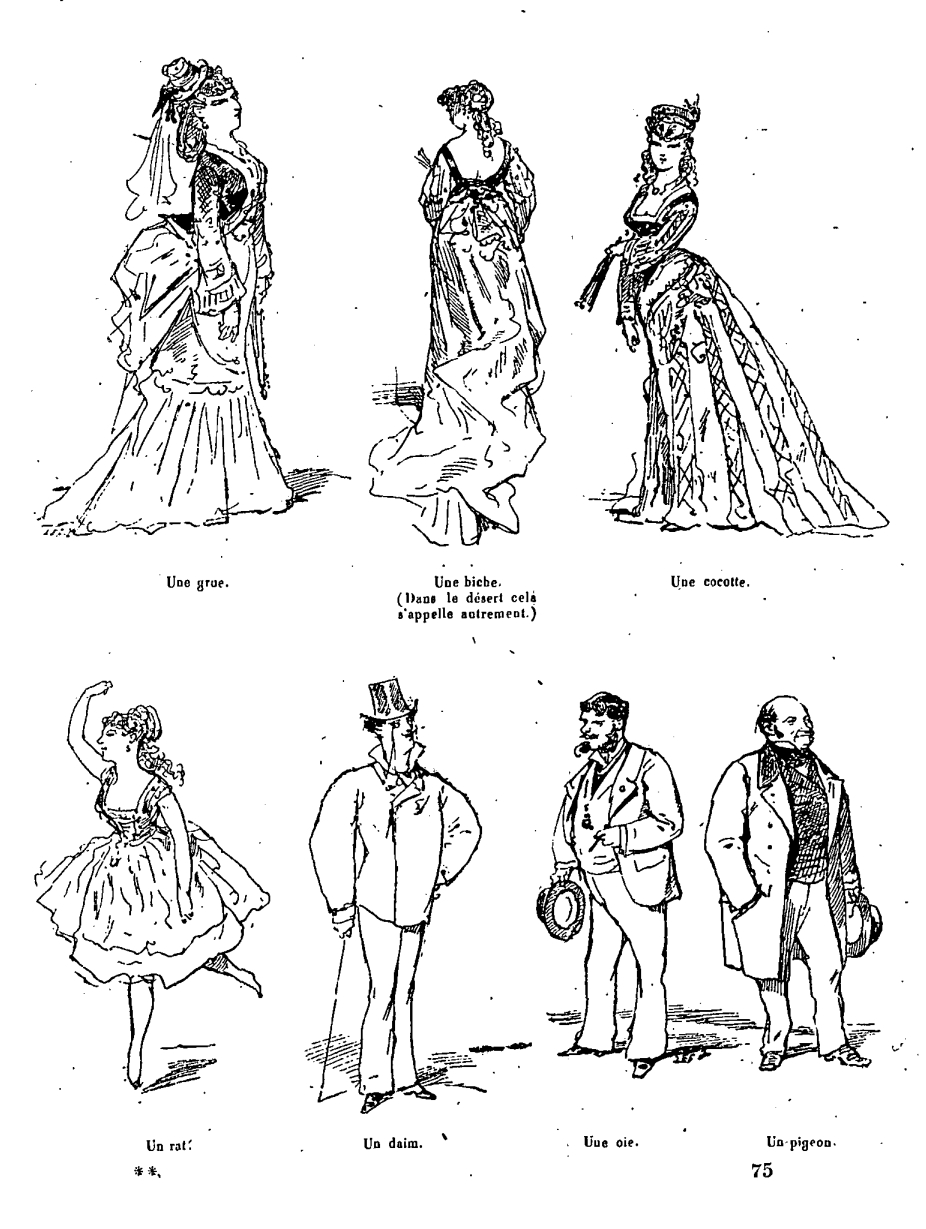
Une grue. Une biche. Une cocotte.
Un rat. Un daim. Une oie. Un pigeon.
(Dessin de Bertall, La Comédie de notre temps, 1875).

- Haut – A
- B
- C
- D
- E
- F
- G
- H
- I
- J
- K
- L
- M
- N
- O
- P
- Q
- R
- S
- T
- U
- V
- W
- X
- Y
- Z

### A

#### ablette
- personne faible qui se laisse facilement maîtriser ou duper
- fin comme une ablette : très mince

#### abeilles
- avoir les abeilles : être très en colère
- se piquer la ruche : s'enivrer
- une vraie petite abeille : se dit d'une personne travaillante, infatigable

#### agneau
- doux comme un agneau : sans aucune méchanceté ; être docile

#### aigle
- avoir un regard d'aigle
- œil d'aigle : vue perçante (voir lynx)
- c'est un aigle : c'est une personne éminente, supérieure en tous points
- ride de l'aigle : ride horizontale de la paupière inférieure démarrant généralement au coin du canal lacrymonasal

#### alouette
- attendre que les alouettes tombent toutes rôties dans le bec : attendre que les choses arrivent d'elles-mêmes, sans effort
- un miroir aux alouettes : un piège, un leurre

#### âne
- âne bâté : personne sotte
- âne de Buridan : âne qui, selon la légende, est mort de faim et de soif entre son picotin d'avoine et son seau d'eau, faute de choisir par quoi commencer
- âne rouge : personne très obstinée
- bander comme un âne : avoir une forte érection
- brider l'âne par la queue : faire une action à l'encontre du bon sens (Essais de Montaigne)
- bonnet d'âne : bonnet de papier à longues oreilles que l'on mettait sur la tête des mauvais élèves
- coup de pied de l'âne : attaque lâche et déloyale
- dos d'âne : ralentisseur, ou déformation convexe de la chaussée
- essayer de faire boire un âne qui n'a pas soif : s'entêter à faire faire quelque chose à quelqu'un
- être franc comme un âne qui recule : ne pas être franc, mentir
- faire l'âne pour avoir du son : jouer les imbéciles en attendant un bénéfice
- monté comme un âne : homme ayant un sexe de grande taille
- pas-d'âne : ou tussilage, tussilago farfara, plante médicinale de la famille des composées
- pas-d'âne : dispositif utilisé en dentisterie vétérinaire pour maintenir ouverte la bouche d'un animal
- passer du coq à l'âne : passer d'un sujet à un autre sans aucun rapport avec le premier
- peau d'âne : diplôme
- peser un âne mort : peser très lourd
- pisse d'âne : boisson insipide
- poivre d'âne (pebre d'aï en provençal) : sarriette
- têtu comme un âne : très têtu
- tuer un âne à coup de figues : faire quelque chose qui prend trop de temps
- pont aux ânes : problème dont l'aspect rebutant peut décourager la résolution par les esprits paresseux ou limités
- séparation entre l'âne et le cochon : expression des enfants Gascons pour séparer deux combattants dans un jeu

#### anguille
- il y a anguille sous roche : quelque chose est caché, il y a un piège quelque part
- se faufiler comme une anguille : difficile à saisir, insaisissable

#### araignée
- araignée du matin : chagrin, araignée du midi : souci, araignée du soir : espoir : tout est relatif.
Le sens du proverbe est équivalent au proverbe allemand : « Spinne am Morgen bringt Kummer und Sorgen, Spinne am Abend erquickend und labend » alors que celui-ci évoque le sort des pauvres tisserandes obligées de tisser dès l'aube, alors que celles qui tissent le soir le font en tant que distraction…
- avoir une araignée au plafond : avoir l'esprit dérangé.
- un steak dans l'araignée : l’araignée, le plus courant des morceaux du boucher, est le muscle obturateur externe, très plat à l'allure d’une toile d’araignée ; il forme des steaks très juteux.

#### asticot
- boîte à asticots (populaire) : cercueil.
- s'astiquer l'asticot (vulgaire) : se masturber.
- asticoter : agacer de manière répétée et insistante.
- un drôle d'asticot : une personne fantaisiste ou bizarre.

#### aronde (forme vieillie d'hirondelle)
- queue d'aronde assemblage de deux morceaux de bois, la découpe étant en forme de queue d'hirondelle.

#### autruche
- avoir un estomac d'autruche : digérer n’importe quoi[1].
- faire l'autruche, politique de l'autruche : refuser de prendre en compte une réalité.

### B

#### baleine
- baleine (populaire) : personne obèse
- se marrer comme une baleine (familier) : rire de bon cœur. « Votre Sérénité, au lieu de vous marrer comme une baleine, pouvez vous me dire […] » Francis Blanche, sketch Le Sâr Rabindranath Duval (1957).
- il y a baleine sous gravier/caillou : dérivé humoristique de l'expression il y a anguille sous roche, pour signifier un secret de polichinelle.

#### baudet
- crier haro sur le baudet : référence à La Fontaine, dans Les animaux malades de la peste, désigner un innocent inoffensif à la vindicte populaire. (voir bouc émissaire)

#### bécassebécasseau, bécassine
- femme, jeune fille sotte ; personne sotte

#### bélier
- coup de bélier : choc, effort violent exercé contre un obstacle

#### biche
- ma biche : terme affectueux pour une femme
- bicher (familier) : jubiler
- œil de biche : petit maquillage du dessus de l'œil, ou œil naturellement pourvu de longs cils et évoquant un regard doux semblable à celui d'une biche
- pied de biche : outil dont une extrémité est fourchue, par exemple pour arracher des clous ou forcer une porte ; forme du pied de certains meubles de style Louis XV

#### blaireau
- être antipathique, grossier et peu raffiné
- personne facile à berner
- petite brosse à poils de blaireau utilisée pour faire mousser le savon à barbe.

#### boa
- accessoire féminin long et velu ou en plumes, à mettre autour du cou

#### bœuf
- bœuf : personne brutale, sans délicatesse
- bœufs : terme péjoratif pour désigner les policiers, vieilli en France mais vivant au Québec. (voir aussi vaches)
- bœufs-carottes (argot) : Inspection générale de la police nationale (police française)
- Œil-de-bœuf : lucarne ronde
- être est couillu comme un bœuf : se dit d'un couard (argot)
- faire un effet bœuf : être impressionnant
- faire un bœuf : improvisation à plusieurs musiciens en jazz. « Faire un bœuf avec des croque-notes, c'est en ton honneur », Georges Brassens, Élégie à un rat de cave.
- fort comme un bœuf : se dit d’une personne massive possédant une force puissante
- mettre la charrue devant/avant les bœufs : faire les choses dans un mauvais sens
- avoir un bœuf sur sa langue : se taire
- qui vole un œuf vole un bœuf : quel que soit le larcin, un voleur reste un voleur
- souffler comme un bœuf : souffler bruyamment après un effort
- vent à décorner les bœufs : vent très violent[2]
- transpirer comme un bœuf : suer abondamment

#### bouc
- bouc émissaire : en référence au Lévitique, personne supportant à tort toute la responsabilité d'un fait
- le grand bouc : le Diable
- sentir le bouc : répandre une odeur nauséabonde
- vieux bouc : homme dépravé (voir cochon)
- porter un bouc : découpe de la barbe et de la moustache qui se limite au menton et au contour de la bouche

#### bourrique
- faire tourner quelqu'un en bourrique : excéder quelqu'un par son comportement (voir chèvre)
- être têtu(e) comme une bourrique, une vraie bourrique : être têtu(e) à l'extrême

#### buse
- une buse : un(e) idiot(e).
- triple buse ! (familier) : espèce d'idiot(e) !

### C

#### cafard
- avoir le cafard : ne pas avoir le moral, déprimer
- faire le cafard, cafarder (péjoratif) : dénoncer
- un nid à cafard : une pièce sale et mal rangée

#### caille
- petite caille (argot) : jolie jeune femme
- chaud comme une caille : excité sexuellement

#### canard, cane

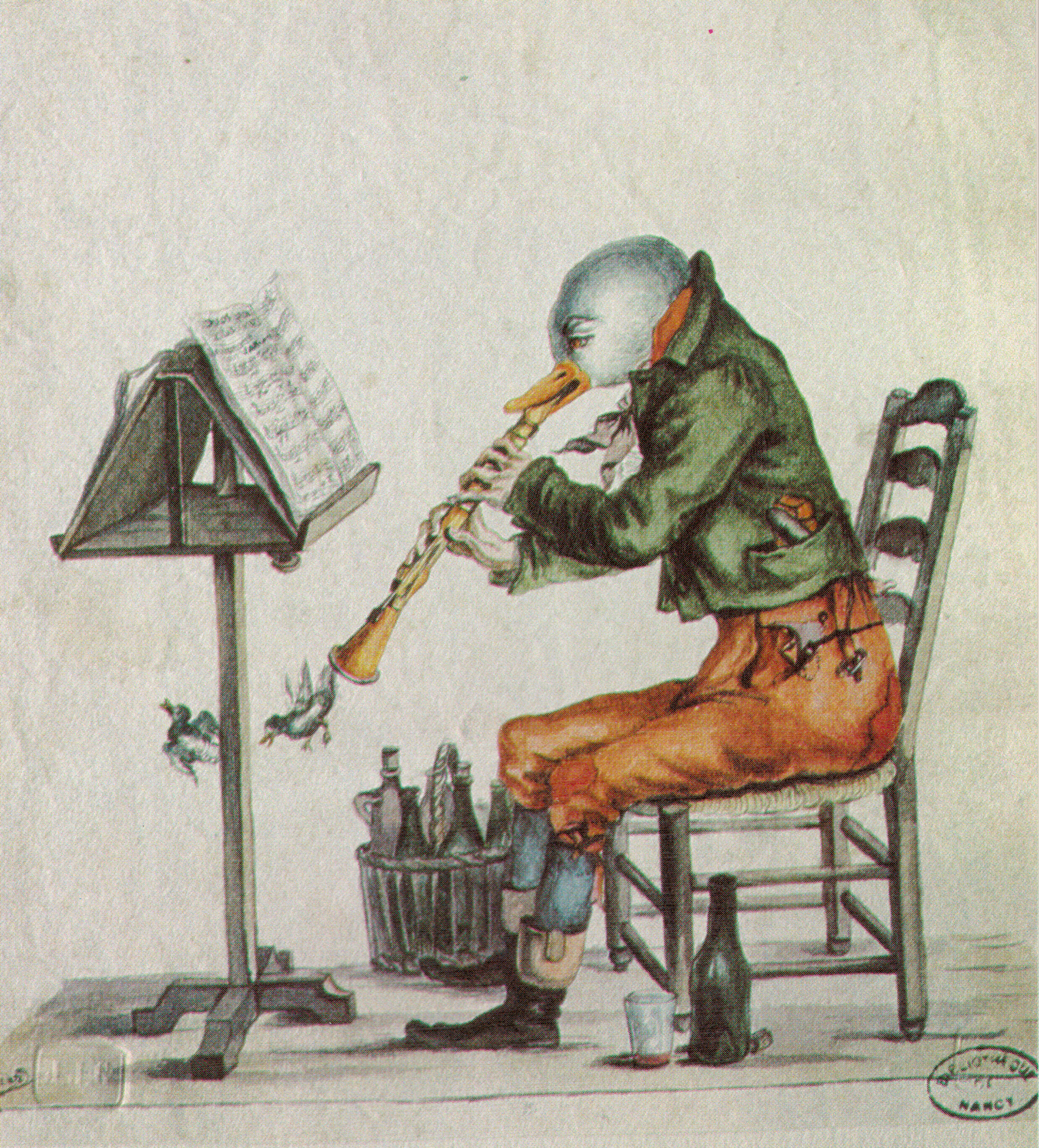
Dessin humoristique (plume et aquarelle) de Grandville, vers 1820, avec un canard anthropomorphe faisant des « canards » en jouant d'un instrument.

- bec de cane : poignée de porte dont la forme rappelle un bec, qui permet de mouvoir le pêne d'une serrure sans l'aide d'une clé
- (se) bouffer un canard : en aéronautique, une collision d'oiseau
- ça ne casse pas trois pattes à un canard : se dit de quelque chose de moyen ou passable
- sentir le petit canard à la patte cassée (expression québécoise) : sentir mauvais
- canarder : lancer de nombreux projectiles, ou des rafales de coups de feu
- faire un canard : tremper un morceau de sucre dans le café ou dans une boisson alcoolisée
- faire un canard : en musique, jouer une fausse note
- faire un canard : en amour, embrasser sur la bouche
- faire un canard : en jargon de surfeur ou de bodyboardeur, plonger avec sa planche pour passer sous une vague
- faire le canard : se taire
- faire le canard : séduire en étant complaisant, obséquieux
- il fait un froid de canard : il fait très froid[3]
- lire un canard : lire le journal
- marcher en canard : marcher avec les pointes de pied tournées en dehors
- pas de pitié pour les canards boiteux : il est inutile de laisser survivre des êtres condamnés
- plonger en canard : alors qu'on nage en surface, se regrouper et basculer vers l'avant de manière à plonger la tête sous l'eau et à présenter les fesses et les jambes vers le ciel, à la manière des canards.
- être le vilain petit canard : en référence au conte d'Hans Christian Andersen, se démarquer négativement

#### carpe
- être muet comme une carpe : totalement muet
- faire un saut de carpe : étant couché sur le ventre, se retourner sans l'aide des mains
- mariage de la carpe et du lapin : se dit de choses incompatibles

#### castor
- travailler comme un castor : travailler énormément
- travailler comme les castors : jeu de mots de Jacques Dutronc (Les playboys) sur l'expression précédente, travailler sans les pieds ni les mains, être un gigolo

#### chacal
- avoir une haleine de chacal : avoir une très mauvaise haleine
- fin chacal : homme rusé (voir renard)

#### chameau
- chameau : personne acariâtre (voir vache)
- sobre comme un chameau : d'une grande sobriété

#### cheval
- à cheval sur deux périodes : temps incluant la fin d'une période et le début de l'autre ; peut également s'appliquer aux lieux
- avoir une fièvre de cheval : forte fièvre (voir remède de cheval)
- avoir une force de cheval : grande force
- ça ne se trouve pas sous le pas (le sabot) d'un cheval : chose qu'il ne faut pas attendre d'un hasard
- cheval d'arçon : agrès de gymnastique
- cheval de bataille : sujet que l'on maîtrise parfaitement et qu'on développe volontiers
- culotte de cheval : pantalon d'équitation ; cellulite au niveau de la partie externe de la cuisse
- queue-de-cheval : coiffure où les cheveux sont attachés derrière la tête
- écrire une lettre à cheval : marquer son mécontentement par une lettre la plus blessante possible mais d'une impeccable correction et d'un vocabulaire châtié[4]
- être à cheval : être assis à califourchon
- en parler à son cheval (parfois amplifié en ;" j'en parlerai à mon cheval, il a le téléphone") sert à signifier sa plus totale indifférence.
- être (très) à cheval sur quelque chose : être strict au sujet de quelque chose, en général un principe. « La taca taca tac tac tiqu', - Du gendarme - C'est d'être constamment - À ch'val sur l'règlement » (André Bourvil et Lionel Le Plat, La Tactique du gendarme, 1949)
- monter sur ses grands chevaux : dans une conversation, réagir vivement, de façon excessive ; se mettre en colère rapidement et exagérément
- remède de cheval : médicament puissant (voir fièvre de cheval)
- tout droit sorti de la bouche du cheval : Une information puisée à une source sûre (de l'anglais des turfistes Straight from the horse's mouth pour désigner un "bon tuyau")
- faire feu des quatre fers : réagir immédiatement, avec une grande vivacité, comme le cheval changeant soudainement d'allure et dont les fers projettent des étincelles.

#### chèvre
- devenir chèvre : être excédé par le comportement de quelqu'un (voir bourrique).
- ménager la chèvre et le chou : essayer de se concilier deux parties adverses. Agir de façon à ne pas contrarier deux parties antagonistes.
- nourrir les chèvres : s'ennuyer, tourner en rond, ne pas savoir quoi faire de ses dix doigts.
- une chèvre : expression issue du milieu du football désignant un joueur, souvent un attaquant, dans les performances ne sont pas à la hauteur des attentes.

#### chien, chienne
- chienneux : chialeur
- elle a du chien : elle attire les hommes sans même essayer
- arriver comme un chien dans un jeu de quilles : apparaitre de façon importune.
- avoir du chien : avoir une élégance naturelle.
- avoir un air de chien battu : avoir l'air très malheureux, inspirer la pitié.
- ce n'est pas fait pour les chiens : cette chose est faite pour l'usage commun et général. Exemple : « Les caniveaux ne sont pas faits pour les chiens ! Si, justement. »
- chien assis : en architecture, lucarne pratiquée dans une toiture en en redressant la pente.
- chien de commissaire : celui qui était chargé d'assister un condamné à mort dans ses derniers instants.
- chien de fusil : pièce tenant la pierre à feu dans les armes anciennes.
- chiennes de garde : un groupe de pression féministe français.
- chienne lubrique (le plus souvent par hyperbole humoristique) : nymphomane.
- chienne de vie : vie triste, sans bonheur.
- entre chien et loup : à la tombée de la nuit.
- être comme chien et chat : avoir des relations tendues, difficiles.
- les chiens ne font pas des chats : on garde toujours les caractéristiques de ses parents, il y a une hérédité certaine ; expression de fatalité, telle chose ne pouvait entraîner que telle autre chose.
- être con comme un jeune chien : se dit d'un homme embrassant mille activités sans trop réfléchir, très "fou-fou".
- être en chien de (quelque chose) : manquer de la chose en question, sans objet explicité : être en rut.
- être habillé comme la chienne à Jacques (Québec) : avoir une tenue vestimentaire qui laisse à désirer.
- être traité comme un chien : avec mépris, sans considération.
- ne pas attacher son chien avec des saucisses : être radin.
- mal de chien : grosse douleur ou difficulté dans la réalisation d'une tâche (ex. se donner un mal de chien pour y parvenir).
- malade comme un chien : très malade (voir fièvre de cheval).
- ne pas être chien : être généreux.
- faire son chien : être pingre.
- réserver un chien de sa chienne : attendre sa vengeance.
- rubrique des chiens écrasés (journalisme) : rubrique des faits divers.
- se coucher en chien de fusil : couché sur le côté, les genoux repliés sur le ventre.
- se regarder en chiens de faïence : rester face à face sans savoir quoi se dire.
- un temps de chien : mauvais temps (voir cochon).
- une vie de chien : vie triste, sans bonheur.
- être d'une humeur de chien : être de très mauvaise humeur, être à deux doigts de se mettre en colère.
- (faire) des chienneries : (faire) des saloperies.

#### cochon/porc
- caractère de cochon : mauvais caractère
- cinéma cochon (vieilli) : cinéma pornographique
- cochon de payant : contribuable mécontent
- cochon qui s'en dédit : paroles rituelles scellant un contrat oral entre paysans
- copains comme cochons (familier) : bons copains, inséparables
- donner de la confiture à des cochons : gaspiller ses bienfaits envers ceux qui ne les apprécieront pas à leur valeur
- habile de ses mains comme un cochon de sa queue : maladroit
- journal cochon (vieilli) : journal pornographique
- le cochon est dans le maïs : au rugby, le match est pratiquement joué
- ne pas savoir si c'est du lard ou du cochon : ne pas savoir si une chose est sérieuse ou pas
- manger comme un cochon : manger salement, sans suivre aucune règle d'usage
- queue de cochon : divers instruments dont l'extrémité est spiralée
- s'empiffrer comme un cochon : Manger plus que de raison
- saoul comme un cochon : ivre-mort (voir grive)
- un temps de cochon : mauvais temps (voir chien))
- une tête de cochon : se dit de quelqu'un qui boude
- vieux cochon : personne dépravée (voir bouc)
- cochon : en argot militaire, un bon soldat, rustique mais courageux (expression de la guerre de 14-18 : "vous êtes de braves cochons !")
- Séparation entre l'âne et le cochon : expression des enfants Gascons pour séparer deux combattants dans un jeu

#### coq
- crêtes de coq : condylomes vénériens. « Hippocrate dit oui - C'est des crêtes de coq - Et Gallien répond - Non, c'est des gonocoques » (Georges Brassens, Le Bulletin de santé)
- avoir des mollets de coq : avoir des jambes maigres
- au chant du coq : de très bon matin, aux premières lueurs de l'aube
- être comme un coq en pâte : bénéficier de tous les soins, de tout le confort possible
- être fier comme un coq : être très fier, expression identique à "être fier comme un pou", le pou étant un vieux nom pour coq (le masculin de poule)
- être rouge comme un coq : être très rouge
- passer, sauter du coq à l'âne : passer d'un sujet à un autre sans aucun rapport ; changer de sujet de conversation de façon inattendue et se mettre à parler de choses n'ayant rien à voir avec ce dont on parlait
- La purée des coqs ! : exclamation du parler Pied-noir, exprimant la surprise, la stupeur ou l'indignation
- pied de coq : tissu à motifs noirs et blancs, plus gros que pied de poule

#### corbeau
- aile de corbeau : d'un noir bleuté
- bec de corbeau : pince à couper le fil de fer (voir bec)
- corbeau : homme expédiant des messages ou des appels téléphoniques anonymes parfois menaçants
- corbeau était autrefois, particulièrement sous la Troisième République, un sobriquet péjoratif pour désigner un abbé en soutane (noire) ; c'est ainsi que l'on croassait au passage d'un curé, pour manifester son hostilité à l'Église, sans pour autant insulter verbalement

#### corneille
- bayer aux corneilles : ne pas être attentif

#### coucou
- couver un œuf de coucou : prendre soin de quelqu'un qui causera du tort
- sec, maigre comme un coucou : très maigre
- (passer) faire coucou : salut de loin en agitant la main, brève entrevue avec des proches, donner rapidement des nouvelles de soi.
- être remonté comme un coucou : être très énervé.

#### couleuvre
- fainéant comme une couleuvre : très paresseux
- faire avaler des couleuvres : faire accepter sans broncher des décisions contraires à sa propre opinion, subir des vexations. « On me fait avaler des couleuvres toute la journée, répétait le baron » (Stendhal, Lucien Leuwen)

#### crabe
- crabe (argot de métier) : quartier-maître de seconde classe, dans la Marine nationale française
- mangé, bouffé par le crabe : mort du cancer
- marcher en crabe : se déplacer de côté
- panier de crabes (péjoratif) : ensemble de personnes aux relations compliquées
- vieux crabe (familier) : personne d'expérience (voir vieux renard)
- écraseur de crabes: capitaine de navire caboteur qui, ayant une bonne connaissance des fonds côtiers, fait du "rase-cailloux" et réduit au minimum le pied de pilote au point , parfois de racler les fonds avec la quille de son navire[5]. Une plaisanterie locale autour de la baie de Quiberon disait: "Quand Tabarly navigue dans le secteur, les crabes portent des casques lourds (ou des casques intégraux)"

#### crapaud
- bave de crapaud : médisances
- la bave du crapaud n'atteint pas la blanche colombe : se dit plaisamment d'une médisance
- Un regard / des yeux de crapaud mort d'amour [au pied d'un chêne] : moquerie féminine sur le regard d'un amoureux transi[6].

#### crevette
- une crevette : une personne très mince, plus spécialement une femme fluette ; par extension, a désigné dans l'argot une femme légère
- la môme Crevette : nom, demeuré célèbre, du personnage féminin de La Dame de chez Maxim de Feydeau

#### crocodile
- verser des larmes de crocodile : pleurer pour se donner en spectacle, feindre une grande tristesse, chagrin hypocrite.
- au Tennis, joueur de fond de court, souvent agé,tenace et expérimenté, qui, excellent renvoyeur mais piètre attaquant, guette la faute d'un adversaire. Ce style de jeu était celui du "Mousquetaire" René Lacoste , qui en fit l'emblème de sa marque de vêtements de sport.

#### cygne
- chant du cygne : dernière prestation, dernier exploit avant de disparaître
- col de cygne : robinet recourbé
- Cygne noir : Evènement inattendu et négatif troublant fortement le fonctionnement d'un système/société. (voir Théorie du cygne noir)

### D

#### daim
- familier, vieux, péjoratif. Homme recherchant la société des demi-mondaines.
- expression populaire décrivant une personne du beau monde qualifiée de stupide ou de sotte.
- personnage élégant et vaniteux.

#### dinde
- dinde, petite dinde (péjoratif) : femme ou jeune fille sotte et prétentieuse (voir oie blanche)
- nid de dinde : grand trou dans la chaussée, plus grand qu'un nid de poule, phrase ironique utilisée à Montréal au printemps[réf. nécessaire], à cause du nombre important de trous et de leur grande taille.

#### dindon
- être le dindon de la farce : se faire tourner en ridicule, se faire avoir
- être fier comme un dindon : expression lorraine et champenoise, se dit également en Bourgogne.

#### dinosaure
- Dans le langage populaire un dinosaure est une chose ou une personne restée ancrée dans le passé et inadaptée au temps présent (ce politicien est vraiment vieux jeu, c'est un dinosaure, ou bien comment ! tu as encore cette vieille voiture ? jette-la ! c'est un dinosaure !).

### E

#### écrevisse
- être rouge comme une écrevisse : avoir pris des coups de soleil
- écrevisse de rempart : terme ironique autrefois utilisé par les marins pour désigner des soldats en uniforme.

#### éléphant
- comme un éléphant dans un magasin de porcelaine : de façon maladroite
- éléphant politique : personnalité incontournable et pratiquement inamovible dans un parti politique. « Les éléphants du PS préparent la riposte… » Le Figaro, 25 avril 2006
- avoir une mémoire d'éléphant : avoir une très bonne mémoire
- éléphant blanc : Chose décevante, dont on parle en grand mais qui rapporte peu
- Voir des éléphants roses : Avoir des hallucinations après une trop forte absorption de boissons alcoolisées.*
- élephant: dans l'argot des marins, un terrien , une personne étrangère aux choses de la mer (ou un plaisancier maladroit)

#### éponge
- passer l'éponge : pardonner
- jeter l'éponge : abandonner
- une véritable éponge : ivrogne qui absorbe tout l'alcool comme une éponge. // Qui retient tout ou reproduit tout par mimétisme exemple: "les enfants sont de véritables éponges à émotions"

#### escargot
- avancer comme un escargot, être un escargot : avancer très lentement
- se doper à l'essence d'escargot
- dévidoir à scotch ou a bande de Ti-pex voire à sparadrap

### F

#### faisan
- faisan (argot) : escroc qui achète à crédit des marchandises qu'il vend au comptant :
- faire le faisan : au casino, ne jouer que par intermittence :
- faisandé : légerment pourri (historiquement pour attendrir la chair de pièces de chasse et leur donner du goût)

#### faucon
- avoir un œil de faucon : avoir une vue perçante (voir lynx)
- (sur)veiller comme un faucon : surveiller sans répit
- parti des faucons : en politique, parti prônant une politique belliciste :

#### fennec
- sentir / puer le fennec : dégager une odeur nauséabonde [7]

#### fourmi
- avoir des fourmis dans les jambes : ressentir des paresthésies
- une fourmi : une personne travailleuse
- un travail de fourmi : un travail long et méticuleux
- c'est une vraie fourmilière : ça grouille d'activité, synonyme de "c'est une vraire termitière"

### G

#### gardon
- être frais comme un gardon : être très en forme

#### gazelle
- courir comme une gazelle : courir très vite

#### geai
- geai paré des plumes du paon : en référence à La Fontaine, personne voulant paraître plus que ce qu'elle n'est

#### girafe
- être une vraie girafe : être très grand
- peigner la girafe, ou peindre la girafe : effectuer une tâche longue et inutile, pénible et inefficace ; se consacrer à une occupation inintéressante. Origine possible : dans les ateliers de mécanique, la girafe est une petite grue manuelle sur roues servant à soulever de lourdes pièces. Quand un ouvrier n'avait rien à faire, il lui été alors demandé de peindre la girafe pour l'occuper.

#### grenouille
- avaler la grenouille : s'approprier un compte joint
- avoir des cuisses de grenouille : avoir des jambes maigres
- manger ou bouffer la grenouille : pour un commerçant, confondre salaire et bénéfice ; se servir dans le stock à des fins personnelles
- avoir des grenouilles dans l'estomac : avoir bu trop d'eau, provoquant bruits stomacaux et rots
- grenouille de bénitier : personne excessivement dévote (voir punaise)
- la grenouille qui veut paraître aussi grosse que le bœuf : en référence à La Fontaine, personne très ambitieuse

#### grive
- faute de grives, on mange des merles : lorsque l'on ne peut pas avoir mieux, il faut se contenter de ce qu'on a
- soûl comme une grive : référence au vol incertain des grives gavées de raisin, être complètement ivre

#### grue
- grue : engin de chantier
- grue (vulgaire) : prostituée
- faire le pied de grue : attendre debout (voir poser un lapin)

#### guêpe
- une taille de guêpe : une taille fine
- pas folle la guêpe : se dit d'une personne rusée à qui « on ne la fait pas »
- nid de guêpes : se dit d'un groupe où de nombreuses personnes grouillent et sont hostiles à votre présence
- tomber dans un guêpier : être piégé dans une situation défavorable

### H

#### hanneton
- ce n'est pas piqué des hannetons : ce n'est pas une chose banale, cela a une valeur incontestable (voir ver) ; à l'origine, piqué des hannetons s'appliquait à des feuilles de salade mangées par les hannetons ou autres bestioles et donc sans valeur marchande. « Se rincent la cloison - Au Kroutchev maison - Un Bordeaux pas piqué des hannetons » (Pierre Perret, Le tord boyaux)

#### hareng
- hareng ou maquereau, c'est du kif (argot) : le terme hareng qualifie aussi un proxénète

#### hircocerf
- Bien que parfois synonyme d'élan ce mot désigne un animal hybride de fantaisie , mi-cerf , mi-bouc (hircus en latin) et, au sens figuré, un individu louche à la double personnalité. Léon Blum fut injurié dans les colonnes de L'Action française par Charles Maurras, antisémite virulent, qui le traita d'"'Hircocerf de la dialectique heimatlos (sans patrie), monstre de la république démocratique... détritus humain... à fusiller, mais dans le dos" [8]

#### hirondelle(voir aussiaronde)
- hirondelle (vieilli) : agent de police à bicyclette (voir vache à roulettes), nommé ainsi à cause de leur vélo de marque Hirondelle
- une hirondelle ne fait pas le printemps : il ne faut pas tirer de conclusion depuis un seul élément.

#### homard
- Dos-de-Homard : surnom donnés aux soldats anglais du roi George III par les insurgents de la Guerre d'indépendance américaine [9] (à cause de leur uniforme rouge et de leur raideur)

#### huître
- être bourré comme une huître : être complètement ivre
- bailler comme une huître : garder la bouche ouverte après avoir baillé
- avoir fumé une huître : tenir des propos insensés généralement par exagération.
- se fermer comme une huître : refuser la discussion

#### hyène
- rire comme une hyène : rire de façon méchante, ricaner

### K

#### kangourou
- poche kangourou : poche ventrale
- slip kangourou : slip à poche ouverte
- unité kangourou : service de néonatalogie permettant l'hospitalisation dans la même chambre de la mère et de son enfant
- sac kangourou : sac à ouverture de face se plaçant sur le ventre (voir Banane)

### L

#### lapin
- cela ne vaut pas un pet de lapin : ça ne vaut pas grand-chose
- être un chaud lapin, baiser comme un lapin : avoir de nombreux rapports sexuels
- coup du lapin : choc violent dans la nuque, souvent mortel
- mariage de la carpe et du lapin : union de choses incompatibles
- poser un lapin : ne pas venir à un rendez-vous ou (vieilli) ne pas payer les faveurs d'une prostituée[10]
- bouffer du lapin : se voir poser un lapin par une personne avec laquelle on avait rendez-vous
- laperau de trois jours/semaines : personne inexpérimentée
- une cage à lapins : un logement petit et inconfortable
- faire sa peau de lapin : se trouver des excuses, s'esquiver.

#### larve
- larve : personne sans énergie

#### lézard
- lézarder : prendre un bain de soleil, traîner
- se caresser le lézard (vulgaire) : se masturber (pour un homme)
- il n'y a pas de lézard (argot) : il n'y a pas de problèmes, pas de risque.

#### lièvre
- bec-de-lièvre : anomalie congénitale des lèvres et du palais
- courir comme un lièvre : courir très vite
- courir deux lièvres à la fois : poursuivre plusieurs objectifs différents
- lever un lièvre : découvrir un problème inattendu
- être peureux comme un lièvre : détaler au moindre danger

#### limace
- avancer comme une limace, être une limace : avancer très lentement
- limace : une chemise (argot, de l’ancien français lime) (« Mon cire-godasses - Mon repasse-limaces - Mon tabouret à glace » Boris Vian, La complainte du progrès)

#### limande
- être plate comme une limande : n'avoir presque pas de poitrine, en parlant d'une femme

#### lion
- avoir mangé du lion : faire preuve d'énergie
- se réserver la part du lion : se réserver la plus grosse part
- se défendre comme un lion : très courageusement
- tourner comme un lion en cage : s'impatienter en marchant de long en large
- dent-de-lion : nom vernaculaire d'espèces du genre Taraxacum (les pissenlits).
- ride du lion : ride verticale située entre les sourcils

#### linotte
- avoir une tête de linotte : avoir peu de mémoire

#### loir
- dormir comme un loir : dormir profondément (voir marmotte)

#### loup
- avoir une faim de loup : avoir très faim
- avoir vu le loup : ne plus être vierge, pour une femme
- à la queue leu-leu : en se suivant d'une seule file (de leu, ancien français pour loup)
- connu comme le loup blanc : être connu de tout le monde
- crier au loup : alerter pour rien
- la faim fait sortir le loup du bois : la personne que l'on cherche viendra d'elle-même par nécessité
- faire entrer (ou laisser entrer) le loup dans la bergerie : introduction d'un élément perturbateur ou d'un ennemi
- gueule-de-loup ou muflier : plante de la famille des scrophulacées
- hurler avec les loups (péjoratif) : condamner quelqu'un en suivant l'avis de la majorité
- il y a un loup : il y a un problème caché
- jeune loup aux dents longues : jeune ambitieux
- les loups ne se mangent pas entre eux : les êtres malfaisants ne se font en général pas de tort entre eux
- l'homme est un loup pour l'homme : l'homme est son propre prédateur (de Plaute : homo homini lupus)
- loup de guerre : mercenaire
- (vieux) loup de mer : marin expérimenté
- marcher à pas de loup : marcher silencieusement
- patte de loup, griffe de loup, ou lycopode : sorte de fougère, famille des lycopodiacées
- pied de loup ou lycope : plante des milieux humides, famille des lamiacées
- quand on parle du loup, on en voit la queue : par contresens, se dit d'une personne arrivant lorsqu'on parle d'elle
- saut de loup : large fossé destiné à interdire l'accès d'une propriété, sans masquer la vue.
- soleil des loups : poétiquement, la lune
- se jeter dans la gueule du loup : se mettre spontanément dans une situation dangereuse
- tête de loup : sorte de balai pour ôter les toiles d'araignée
- vesse de loup, pet de loup ou lycoperdon : sortes de champignons basidiomycètes
- Loup-Garou : humain ayant la capacité à se transformer plus ou moins complètement en loup, voir Lycanthrope

#### lynx
- œil de lynx : vue perçante (voir aigle)

### M

#### mammouth
- mammouth : structure (notamment administrative) lourde et bureaucratique.

#### manchot
- ne pas être manchot : être habile.

#### marmotte
- dormir comme une marmotte : dormir profondément (voir loir).
- et la marmotte, elle met le chocolat dans le papier d'alu : référence publicitaire récente, se dit en réponse à une histoire invraisemblable

#### maquereau
- faire le maquereau : être le souteneur d'une ou plusieurs prostituées (voir hareng).

#### merlan
- aller chez le merlan : aller chez le coiffeur.
- yeux de merlan frit : regard à la fois niais et béat.
- la sauce fait passer le merlan : proverbe culinaire exprimant qu'un mets banal et insipide peut être largement amélioré par l'art du cuisinier

#### merle
- faute de grives, on mange des merles : lorsque l'on ne peut pas avoir plus, on doit se contenter de ce qu'on a.
- merle blanc : chose ou personne introuvable (voir oiseau rare), perle rare.
- chante, beau merle, chante : tu peux toujours parler, je ne t'écouterai pas.

#### moineau
- cervelle de moineau : personne étourdie.

#### morue
- morue : femme de mauvaise vie.
- tête de morue et queue de maquereau : formule empirique d'hydrodynamique des carènes de navire en vigueur avant la seconde moitié du XIXe siècle (et démentie depuis par les études en bassin de carène) qui voulait qu'un bon navire ait une étrave pleine et des formes arrière effilées, America (yacht)
- queue de morue ; peut désigner un modèle particulier de pinceau (peintre en bâtiment) ou, à la Belle époque, la jaquette d'un habit de cérémonie avec deux longs pans [11]

#### mouche
- abreuvoir à mouches : plaie béante estafilade.
- bateau mouche : bateau touristique.
- mouche : accessoire féminin de beauté, un petit disque de tissu noir faisant ressortir la blancheur de la peau (Suivant l'emplacement où elle était collée elle prenait divers noms évocateurs comme la coquine, la passionnée, l'effrontée..., etc.)
- cuisse de mouche : d'après Pierre Perret, fille maigrichonne.
- écrire en pattes de mouche : écriture fine, serrée et difficilement lisible.
- enculer les mouches (vulgaire) : se perdre dans des détails inutiles ; on dit aussi plus élégamment sodomiser les diptères ou se livrer à des mœurs contre nature avec les diptères.
- entendre voler une mouche : il n'y a pas de bruit, on pourrait entendre une mouche voler.
- être une fine mouche : personne habile.
- faire mouche : au tir, atteindre le centre de la cible ; par ext., au figuré, lors d'une discussion, prononcer une réplique qui atteint nettement son but (argument convaincant, propos volontairement blessant, ou au contraire encourageant)
- gobe-mouche : benêt.
- gober les mouches : ne rien faire.
- les mouches ont changé d'âne : on est passé à autre chose.
- mouche du coche : en référence à La Fontaine, personne persuadée de son importance, s'imposant et gênant l'effort d'autrui.
- on n'attrape pas les mouches avec du vinaigre : pour obtenir quelque chose de quelqu'un, il faut utiliser des moyens doux.
- patinoire à mouches : se dit d'un crâne chauve
- poids-mouche : une catégorie en boxe
- prendre la mouche : s'offusquer, pour un prétexte souvent futile.
- quelle mouche l'a piqué(e) ? : il/elle est devenu(e) fou/folle
- regarder voler les mouches : ne pas être attentif
- ne pas faire de mal à une mouche : être sans aucune méchanceté, inoffensif
- tirer les mouches au canon : déployer des moyens démesurés

#### mouflon
- faire son mouflon, moufler : commettre une grosse erreur

#### moule
- avoir de la moule : Avoir beaucoup de chance
- se caresser la moule : se masturber (pour une femme).

#### mouton
- compter les moutons : exercice de calcul mental pour aider à s'endormir.
- jouer à saute-mouton : jouer à sauter les uns par-dessus les autres.
- mouton à cinq pattes : chose ou être improbable.
- mouton de Panurge : en référence à Rabelais, personne suivant un mouvement général sans réfléchir.
- revenons à nos moutons : en référence à La Farce de Maître Pathelin, revenir au sujet initial.
- mouton : en ancien argot de bagnard: faux prisonnier enfermé temporairement en prison avec un criminel pour le pousser aux confidences [12] (synonyme de mouchard)
- mouton noir : membre d'un groupe considéré comme marginal

#### mulet, mule
- être têtu comme une mule : être obstiné, impossible à convaincre.
- charger la mule : s'alcooliser plus que de raison.
- tête de mule : personne entêtée.
- vit-de-mulet : pièce fixée au mât d'un navire à voile, permettant l'articulation avec la bôme.
- en argot de coureur automobile: voiture de réserve (en général moins performante mais plus éprouvée que la voiture de pointe) dans une écurie de course automobile

### N

#### nourrain
- remettre (de l'argent) dans le nourrain : expression mise à l'honneur par Jacques Capelovici, au sens propre, alimenter une tirelire en forme de cochon, au sens figuré, relancer une discussion ou une dispute

### O

#### oie
- jeu de l'oie : jeu de société
- oie blanche (péjoratif) : jeune fille candide et un peu sotte
- pas de l'oie : façon de défiler de l'armée allemande nommée Paradenmarsch
- patte d'oie : carrefour de routes, mais pas à angle droit
- patte d'oie (muscles de la) : ensemble de trois muscles biarticulaires de la cuisse : gracile, sartorius et semi-tendineux
- patte d'oie (rides de la) : rides du coin extérieur des paupières
- perpète les oies : loin

#### oiseau
- avoir un appétit d'oiseau : manger très peu
- avoir une cervelle d'oiseau : avoir peu de mémoire ou peu de jugeote
- à vol d'oiseau : en ligne droite
- le petit oiseau va sortir : ce que dit le photographe pour attirer le regard sur son objectif
- donner des noms d'oiseaux : Insulter quelqu'un, beaucoup d'insultes utilisant des noms d'oiseaux (bécasse, buse, faire l'autruche, poule mouillée, grue, vieille chouette, vautour, corbeau…)
- drôle d'oiseau : personne particulière, originale, hors normes
- oiseau de malheur : en référence au mauvais présage de voir passer un oiseau à sa gauche, personne apportant ou prévoyant de mauvaises nouvelles
- oiseau de mauvais augure : voir ci-dessus
- oiseau rare : d’après rara avis in terris de Juvénal, personne exceptionnelle. (Cette expression peut être prise au sens propre : voir oiseau rare)
- pipi d'oiseau : petite ondée
- être comme l'oiseau sur la branche (pour désigner une situation précaire, en particulier dans le domaine du logement)

#### oursin
- avoir des oursins dans les poches (familier) : être avare

### P

#### paon
- fier comme un paon : vaniteux
- geai paré des plumes du paon : en référence à La Fontaine, personnage voulant paraître plus que ce qu'il n'est

#### papillon
- effet papillon : stipule que chaque action, même la plus anodine, peut avoir à long terme des conséquences colossales
- minute papillon : indique à une personne pressée qu'elle doit prendre son temps
- nage papillon : style de nage ventral, où les bras et les jambes agissent symétriquement
- nœud papillon : façon de nouer une cravate.
- se prendre un papillon (familier) : être verbalisé pour stationnement interdit
- papillonner : vaquer à sa guise, se promener de-ci de-là, être volage.

#### perdreau
- ce n'est pas un perdreau de l'année : ce n'est pas un débutant
- ce n'est pas un perdreau de l'année (litote ironique) : personne plus toute jeune
- perdreau : en référence aux basques rouges de leur ancien uniforme, désigne un gendarme

#### perdrix
- un œil de perdrix : cor au pied
- A la Saint Rémi, tous les perdreaux sont perdrix : expression signant l'ouverture de la chasse à la perdrix, se dit aussi de quelque chose ou quelqu'un arrivant à maturité pour qu'on s'en serve

#### perroquet
- bec de perroquet : ostéophytes vertébraux (voir bec)
- un perroquet : au bistrot, mélange de pastis et de sirop de menthe
- perroquet : sorte de porte-manteaux
- réciter comme un perroquet : répéter par cœur, sans forcément bien comprendre

#### phoque
- avoir une haleine de phoque : avoir très mauvaise haleine
- pédé comme un phoque : homosexuel exclusif. (peut-être dérivé du foc, voile d'avant prenant le mât par derrière, ou de l'anglais fuck, ou du fait que les phoques sont de la famille des pinnipèdes)
- souffler comme un phoque : être très essoufflé, respirer avec bruit

#### pie
- bavard comme une pie : très bavard
- être voleur comme une pie : être très attiré par les objets brillants
- nid-de-pie : sur un bateau, autre nom de la vigie
- queue de pie : habit à longues basques pointues
- pie-grièche ; femme ou jeune fille au caractère acide et désagréable

#### pigeon
- être un pigeon : se faire avoir
- pigeonner : duper
- gorge de pigeon : Se dit d'un tissu aux reflets changeants du rose au bleu
- pigeonnante (adjectif) : pour caractériser la poitrine d'une femme aux seins abondants et orgueilleusement dressés. Par analogie avec certaines espèces de pigeons
- sang de pigeon : rubis d'un incarnat particulier
- coeur de pigeon : variété de cerise, mais aussi variété de petite tomate

#### pingouin
- en costume de pingouin : habillé en smoking
- casse-croûte de pingouin : les glaçons

#### pinson
- être gai comme un pinson : être très content

#### poisson
- être frétillant comme un poisson : bouger énormément
- être heureux comme un poisson dans l'eau : être très à l'aise dans une situation particulière
- faire une queue de poisson : après un dépassement, se rabattre brusquement
- finir en queue de poisson : en référence à l'art poétique d'Horace Desinit in piscem mulier formosa superne, se terminer brutalement, en laissant le lecteur ou l'auditeur sur sa faim (voir aussi queue, sirène)
- noyer le poisson dans l'eau : compliquer à l'envi une discussion par des arguties
- petit poisson deviendra grand : tout être vivant qui est petit finit par grandir
- poisson d'avril : farce faite le 1er avril
- engueuler comme du poisson pourri : gronder, disputer avec violence

#### porc-épic
- avoir la tête comme un porc-épic : avoir les cheveux en bataille

#### pou
- chercher des poux dans la tête de quelqu'un : lui chercher querelle
- être laid, moche comme un pou : être très laid (voir thon)
- être fier comme un pou (ironique et familier) : s'enorgueillir d'une performance modeste
- malade comme un pou : être à l agonie
- être en deuil comme un pou : ne pas supporter le deuil

#### poule,poulet
- avoir la chair de poule : au propre, horripilation, au figuré, avoir peur
- bouche en cul de poule : mimique caractérisée par un arrondissement des lèvres, parfois pour montrer le dédain
- comme une poule qui a trouvé un couteau : perplexe, comme devant un objet dont on ignore l'usage
- cul de poule : récipient hémisphérique utilisé en cuisine
- envoyer un poulet (familier) : envoyer un billet court
- et mon cul, c'est du poulet ? : émettre un doute quant à la crédibilité de la proposition d'autrui
- mère poule, père poule (plus souvent papa poule) : parents excessivement protecteurs
- mon poulet, ma poulette, mon poussin : termes affectueux désignant un petit enfant
- nid de poule : trou dans la chaussée
- pied de poule : tissu à motifs noirs et blancs (voir aussi pied de coq)
- poule de luxe (péjoratif) : courtisane, maîtresse, coûtant cher à celui qui profite de ses charmes.
- poule mouillée : individu craintif
- poulet (argot) : policier
- quand les poules auront des dents : événement qui n'est pas près de se réaliser ; jamais
- roule ma poule (familier) : vas-y sans hésiter
- se lever ou se coucher avec les poules : se lever tôt et se coucher tôt
- tuer la poule aux œufs d'or : en référence à La Fontaine, gâcher une fortune à venir pour un profit immédiat
- une cage à poule : appartement de petite taille, dans un grand ensemble immobilier
- comme une poule qui a trouvé un couteau : embarras, incompétence, niaiserie face à une situation inédite [13]

#### puce
- à la Sainte-Luce les jours avancent d'un pas de puce : à partir du 13 décembre, il fait jour plus tard
- avoir la puce à l’oreille : être vigilant, à l’écoute, avoir été prévenu
- excité comme une puce : très excité
- marché aux puces : vide-grenier, brocante
- mettre la puce à l'oreille : attirer l'attention sur un détail précis
- un saut de puce : progression par succession de petits progrès

#### punaise
- oh punaise ! : interjection exprimant la stupéfaction
- punaise de sacristie (péjoratif) : personne excessivement dévote. (voir grenouille de bénitier) « J'tombai sur un boisseau - D'punaises de sacristie - Me prenant pour un autre - En chœur elles m'ont dit. » (Georges Brassens, Le mécréant)

#### putois
- sentir comme un putois : sentir très mauvais
- crier, gueuler comme un putois : s'exclamer d'une manière bruyante et disgracieuse.

### R

#### rapace
- un rapace : une personne avide de profit.

#### rat
- avoir une face de rat : faciès chafouin
- avoir un rat mort à la place du cœur : être cruel
- … comme un rat mort : … très profondément. exemple : dormir comme un rat mort, se faire chier comme un rat mort (fam.)
- être un rat, être rat : être avare
- être fait comme un rat : n'avoir aucune chance de se sortir d'une situation fâcheuse
- gueux comme un rat d'église : utilisé par Verlaine, très pauvre
- les rats quittent le navire (péjoratif) : référence marine, les rats semblant quitter un bâtiment promis au naufrage ; abandonner sans gloire une cause désespérée.
- petit rat de l'opéra : jeune danseur(se) de l'Opéra de Paris
- queue de rat : lime ronde
- rat de cave : petite lampe à mèche ou à bougie
- rat de cave : employés des douanes
- rat d'hôtel : cambrioleur spécialisé dans les chambres d'hôtel
- rat de bibliothèque : personne passionnée de livres
- ratonnade : violences racistes envers les Nord-Africains
- s'embêter comme un rat mort : s'ennuyer ferme

#### renard
- écorcher le renard : vomir
- lâcher un renard : vomir
- se faire renard : se montrer malin dans une situation, être roué, avoir de la ressource
- être rusé(e) comme un(e) renard(e) : être très malin/maligne
- coudre la peau du renard à celle du lion : ajouter la ruse à la force
- fin(e) renard(e) : personne rusée
- renard des surfaces : en football, se dit d'un buteur particulièrement opportuniste ayant la science de se placer idéalement pour marquer.
- renarder : sentir aussi fort qu'un renard, puer
- tirer au renard : se dit d'un cheval qui cherche à arracher sa longe d'attache
- un bon renard ne mange pas les poules de son voisin : celui qui commet une action blâmable la commet plutôt dans un endroit éloigné que dans celui où il est connu
- vieux/vieille renard(e) : personne rusée et expérimentée

#### requin
- c'est un requin : c'est une personne avide de profit, dure en affaires
- requin de studio : musicien mercenaire, souvent virtuose, payé pour jouer sur le disque des autres
- requiner : signer des contrats sans le moindre scrupule, être à l'affut de personnes à pigeonner ou abuser en situation de faiblesse (ironiquement proche du sens du "loan shark" anglophone)

### S

#### sanglier
- être déterminé comme un sanglier : se dit de quelqu'un qui atteindra ses objectifs par tous les moyens, quitte à vendre père et mère.

#### sangsue
- être une sangsue : être un pot-de-colle ; vivre aux dépens d'autrui

#### sansonnet
- roupie de sansonnet : de roupie au sens ancien de morve, chose de peu de conséquence (voir pipi de chat, pet de lapin)

#### sardine
- obtenir sa première sardine : son premier galon de sous-officier
- être serrés comme des sardines : à l'étroit, serrés les uns contre les autres sans pouvoir bouger.

#### serin
- avoir des cannes de serin : avoir des jambes maigres (voir mollet de coq, cuisse de mouche)
- grand serin : grand dadais
- seriner : répéter, rabâcher, longuement réprimander

#### serpent
- réchauffer un serpent dans son sein : prendre soin d'une personne qui finalement trahira
- serpent de mer : thème journalistique revenant périodiquement, le plus souvent lorsque l'actualité est de peu d'intérêt
- serpent qui se mord la queue : problème n'ayant pas de solution, ramenant sans cesse au point de départ (voir queue)

#### singe
- démêler les queues de singes : régler des affaires complexes prenant du temps
- faire le singe : faire l'imbécile
- malin comme un singe : très malin
- payer en monnaie de singe : payer avec une chose de faible valeur, voire ne pas payer du tout.
- ce n'est pas à un vieux singe qu'on apprend à faire la grimace : se dit d'une personne connaissant à fond les pièges de son sujet
- singer quelqu'un : imiter quelqu'un (se dit surtout en ce qui concerne les gestes et mimiques)

#### souris
- se cacher dans un trou de souris : avoir honte, chercher à se faire oublier
- la gent trotte-menu : en référence à La Fontaine, expression désignant les petits rongeurs (rats, souris, etc.)
- passer par un trou de souris : être très menu ou très agile
- quand le chat n'est pas là, les souris dansent : lorsque le supérieur est absent, les subalternes profitent de leur liberté
- souris (familier) : jeune fille

### T

#### tacaud
- Être comme un tacaud dans la vase (parfois amplifié en « baisé comme un tacaud dans la vase ») expression bretonne marquant l'impuissance, la stupidité de qui s'est fourvoyé dans une situation sans issue, souvent employée pour commenter l'échouage d'un navire à la suite d'une fausse manœuvre particulièrement stupide[14]

#### taupe
- le réseau est infiltré par une taupe : un agent double est à l'œuvre
- être myope comme une taupe : mal voir
- avoir la taupe qui feuge / avoir la taupe au guichet : ressentir le besoin urgent de déféquer

#### taureau
- bander comme un taureau : Avoir une solide érection.
- prendre le taureau par les cornes : prendre une décision déterminée et courageuse
- être couillu comme un taureau de concours : représenter la virilité et l'excès de testostérone
- être monté comme un taureau : être muni d'un phallus puissant
- agiter le chiffon rouge devant le taureau : s'apprêter à faire une action qui va avoir des conséquences regrettables

#### teigne
- être méchant ou mauvais comme une teigne : d'une grande méchanceté. « Même ceux qui l' connaissaient qu'à peine / L'appelaient la teigne. » (Renaud)

#### termite
- travail de termite : travail de destruction lent et occulte
- c'est une vraie termitière : ça grouille d'activité, synonyme de « c'est une vraie fourmillière »

#### thon
- un thon : une femme très laide (voir pou)

#### tigre
- être jaloux comme un tigre : être d'une jalousie féroce
- mettre un tigre dans son moteur : référence publicitaire d'Esso
- tigre en papier ou tigre de papier : en référence à Mao Zedong, adversaire faible malgré une apparence redoutable. « Quand nous disons que l'impérialisme américain est un tigre en papier, nous en parlons sur le plan stratégique » (Mao Zedong, 1956)

#### tortue
- à pas de tortue : référence à Jean de La Fontaine, avancer très lentement, mais sûrement
- tortue : formation militaire romaine compacte où les soldats protègent la formation avec leurs boucliers serrés.

### V

#### vache
- avoir mangé de la vache enragée : avoir vécu dans des conditions difficiles ; être énervé
- coup en vache : attaque déloyale.
- être vache : être sans pitié (voir chameau)
- la vache ! : ça alors !
- mort aux vaches (argot) : souhaiter la disparition des agents de la force publique (du surnom « les vaches » donné aux gendarmes à cause de leur ceinturon en cuir de vache)
- parler français comme une vache espagnole, à l'origine, peut-être[15], parler français comme un Basque l'espagnol : mal parler français
- peau de vache : personne méchante, le plus souvent vis-à-vis de ses subordonnés
- plancher des vaches : la terre ferme, en opposition au fait de naviguer sur l'eau ou de voler dans les airs
- pleurer comme une vache : de Rabelais, pleurer bruyamment (voir veau)
- pleuvoir comme vache qui pisse (familier) : pleuvoir très fort
- queue de vache : d'un roux délavé
- vache à eau : récipient de toile, utilisé en camping
- vache à lait : personne exploitée ; aussi activité lucrative
- vache à roulettes (argot, vieilli) : agent de police à bicyclette (voir hirondelle)
- le diable est aux vaches : il y a de la discorde, un scandale
- l'amour vache : amour violent[16]
- tâter le cul des vaches : être démonstratif lors de rencontres agricoles (politique)
- vacherie : action ou parole méchante et sournoise
- vachement : très, trop

#### vautour
- un vautour : une personne dure, avide[17]

#### veau
- adorer le Veau d'or : avoir le culte de l'argent
- cette voiture est un veau : elle manque de puissance
- les Français sont des veaux : citation de Charles de Gaulle, attestée par son fils Philippe. Évoque un troupeau d'êtres dociles et crédules.
- on met bien un veau dans une grange : expression utilisée pour justifier l'utilisation d'un récipient trop grand
- pleurer/brailler comme un veau : pleurer bruyamment
- tuer le veau gras : référence biblique, faire un festin en l'honneur d'un retour
- Veau qui tète ne mange guère : lorsqu'on a l'estomac déjà rempli de liquide, on a un faible appétit (expression utilisée envers un alcoolique tentant de dissimuler son addiction à la boisson)

#### ver
- ce n'est pas piqué des vers : de grande qualité. (voir hanneton) ; être intact, voire très bon
- être nu comme un ver : être nu ou déshabillé, au sens propre comme au figuré
- tirer les vers du nez à quelqu'un : faire dire difficilement quelque chose à quelqu'un, lui soutirer adroitement des confidences
- le ver est dans le fruit : un groupe comprend une personne mal intentionnée
- avoir des vers aux fesses : ne pas tenir en place

#### vipère
- langue de vipère : personne médisante
- nid de vipères : ensemble de personnes malfaisantes
- vipère lubrique : insulte adressée aux personnalités accusées d’avoir trahi le Parti communiste, du temps de Staline
- Qu'est-ce qui est le plus vipère entre le doigt et la langue ?

### Z

#### zèbre
- drôle de zèbre : individu douteux
- filer comme un zèbre : courir très vite